# 東御市中央公民館
東御市中央公民館（とうみしちゅうおうこうみんかん）は、長野県東御市県にある公民館である。

## 概要
東御市の中心部に位置する、市内の中で一番大規模な公民館である。
講堂、視聴覚室、学習室、すくすく広場（幼児施設）などを有し、講堂は比較的広いため、イベントホールや会議など多目的な用途で使用される。
また0歳から3歳までの幼児に託児や遊びを提供するすくすく広場なども存在する。

## 沿革
- 1980年（昭和55年）3月31日 - 東部町中央公民館として開館する。
- 2004年（平成16年）4月1日 - 合併により東御市中央公民館と改称する。

## 施設
- 講堂
- 視聴覚室
- 学習室
- すくすくひろば

## 所在地・アクセス
〒389-0517 長野県東御市県288番地4
- しなの鉄道線田中駅より徒歩7分
- 上信越自動車道東部湯の丸ICより約3km

## 周辺
- 東御市役所
- 東御市立図書館
- 長野県東御清翔高等学校
- 田中商店街